# Колосовка (Винницкая область)
Колосовка (укр. Колосівка) — село на Украине, находится в Барском районе Винницкой области.
Код КОАТУУ — 0520281005. Население по переписи 2001 года составляет 193 человека. Почтовый индекс — 23012. Телефонный код — 4341.
Занимает площадь 2,88 км².

## Адрес местного совета
23012, Винницкая область, Барский р-н, с. Гаевое, ул. Ленина, 9